# George Albert Boulenger
George Albert Boulenger (Brüsszel, 1858. október 19. – Saint-Malo, 1937. november 23.) Belgiumban született honosított brit zoológus és  ichthiológus, aki több mint kétezer új állatfajt, elsősorban halakat, de hüllőket és kétéltűeket is elsőként írt le. Zoológiai szakmunkákban nevének rövidítése: „Boulenger”.

## Élete
Boulenger Brüsszelben született Gustave Boulenger közjegyző és Juliette Piérart de Valenciennes egyetlen gyermekeként. 1876-ban szerzett diplomát a Brüsszeli Szabadegyetemen természettudományokból. Kezdetben a Brüsszeli Természetrajzi Múzeumban asszisztensként tanulmányozta a kétéltűeket, a hüllőket és a halakat. Gyakran tett ekkoriban látogatást a párizsi Muséum national d'histoire naturelleban és a londoni British Museumban.
1880-ban nagy megtiszteltetés érte, mert felkérték, hogy dolgozzon a Londonban a Természettudományi Múzeumban. Később innen Dr. Albert C. L. G. Günther a kétéltűgyűjtemény kategorizálására a British Museumhoz hívta. Ez a munkakör azt is jelentette, hogy a Brit Birodalom tisztviselője lett és így brit állampolgársághoz jutott. 1882-ben első osztályú asszisztensi címet kapott az Állattani Tanszéken és ebben a beosztásban dolgozott egészen 1920-ban történt nyugdíjazásáig.
A nyugállományban a növények felé fordult és a rózsákat tanulmányozta. Az európai rózsákról 34 botanikai tárgyú írása jelent meg két kötetben. Franciaországban Saint Malo-ban halt meg 1937. november 23-án.

## Személyisége
Életrajzi beszámolók alapján rendkívül precíz, rendszerető és hihetetlen memóriával rendelkező ember volt. Szerette a zenét és hegedűn jól tudott játszani. Fejből tudta az általa valaha is tanult vagy egyszer látott fajok tudományos neveit. Az írásaiban ritkán használt második verziót, hiszen néhány apróbb javítás után már kiadhatóak voltak a vázlatai.
Boulenger több nyelvet is elsajátított. Beszélt franciául, angolul, jól olvasott spanyolul, olaszul és alapszinten még oroszul is. Mint zoológus a szakmai munkájához megfelelő mértékben rendelkezett görög és latin nyelvismerettel.

## Munkái
Megjelentetett 1921-ig 875 tanulmányt összesen több mint 5000 oldalon, valamint 19 monográfiát a halakról, a kétéltűekről és a hüllőkről. Csak maga a munkáinak a felsorolása kitesz 77 nyomtatott oldalt.
Leírt 1096 halfajt, 556 kétéltűt és 872 hüllőfajt. A halak között elsősorban az Afrika halfajai nevezetesek. További népszerű monográfiái készültek még a kétéltűekről, a gyíkokról és más hüllőkről.
Tagja volt az amerikai ichtiológusok és herpetológusok szövetségének és ennek tiszteletbeli tagjává választották 1935-ben. Belgium 1937-ben a Lipót-renddel ismerte el munkásságát, mely a civil személyek részére adható legnagyobb állami elismerések egyike. 

### A barlanglakó halakról szóló tanulmánya
II. Lipót belga király 1897-ben kezdett el természettudósokat toborozni, hogy létre jöhessen a Kongó Múzeum. Boulenger az elnöke lett ennek a kezdeményezésnek.
A Belga Kongóban vezetett kutatásainak eredményeként 1921-ben megtalált egy furcsa halat. Nem volt szeme és nem volt pigmentációja. Felismerte, hogy ezek a halak teljesen eltérőek az addig ismert epigeous (föld felett fejlődő) afrikai halaktól. Ezt a barlanglakó életmódot folytató halat így elsőként írta le. A Caecobarbus geertsi nevet adta neki, mert a caeco vakot jelent, a barbus a márnákkal meglévő interspecifikus kapcsolatok miatt. A geertsii nevet M. Geerts tiszteletére adta, mivel ő segítette a faj megtalálását. Ma a halat kongói vagy afrikai vakmárnának nevezik. Ezt a tudományos felfedezését a Nature-ban tette közzé.

### Tanulmányai
- 1894 Catalogue of the Snakes in the British Museum (Natural History) . Volume II. British Museum of Natural History London
- 1895 Catalogue of the Perciform Fishes in the British Museum. Centrachidae, Percidae and Serranideae. British Museum of Natural History London
- 1896 Catalogue of the Snakes in the British Museum (Natural History). Volume III. British Museum of Natural History London
- 1897 The Tailless Batrachians of Europe .  Parts I & II. The Ray Society London
- 1903 Batraciens de la Guinee Espagnoles.  Madrid
- 1905  A contribution to our knowledge of the varieties of the wall-lizard (Lacerta muralis) in Western Europe and North Africa. Transactions of the Zoological Society of London London
- 1910  Les batraciens et principalement ceux d'Europe. Octave Doin et Fils Paris
- 1912  A vertebrate fauna of the Malay Peninsula from the Isthmus of  Kra to Singapore, including the adjacent islands. Reptilia and Batrachia. Taylor and Francis, London
- 1913  Snakes of Europe.  Methuen London
- 1913  Second contribution to our knowledge of the varieties of the wall-lizard (Lacerta muralis) . Transactions of the Zoological Society of London. London 135-230 IIXX
- 1916  On the lizards allied to Lacerta muralis, with an account of Lacerta agilis and L. parva.  Transactions of the Zoological Society of London. London 104 VIII
- 1917 A revision of the lizards of the genus Tachydromus.  Memoirs of the Asiatic Society of Bengal 207-234 II
- 1917 A revision of the lizards of the genus Nucras Gray.  Annals of the South African Museum 195-216 II
- 1891 Catalogue of the Reptiles and Batrachians of Barbary (Morocco, Algeria, Tunisia) : based chiefly upon the notes and collections made in 1880 - 1884 by M. Fernand Lataste. Transactions of the Zoological Society of London.  London
- 1920 Monograph of the Lacertidae, volume 1. British Museum of Natural History London
- 1921 Monograph of the Lacertidae, volume 2 British Museum of Natural History London
- 1921 Liste des publications Ichthyologiques et Herpétologiques (1877-1920). Annales de la Societé royale Zoologique de Belgique. 11-88
- 1921 Monograph of the Lacertidae, volume 1 Johnson Reprint (1966) New York / London
- 1921 Monograph of the Lacertidae, volume 2 Johnson Reprint (1966) New York / London
- 1923 "A survey of the fauna of Iraq. Mammals, birds, reptiles, etc. made by members of the Mesopotamia Expeditionary Force ""D"" * 1915-1919. " Bombay Natural History Society Iraq & London
- 1923 Étude sur les batraciens et les reptiles rapportés par M. Henri Gadeau de Kerville de son voyages zoologique es Syrie (avril – juin 1908) . – Voyage zoologique d´Henri Gadeau de Kerville en Syrie (avril – juin 1908). Ballière & Sons Paris

### Boulenger által leírttípuspéldányok
| Kétéltűek: - Allobates femoralis 1884 - Allobates kingsburyi 1918 - Allobates ranoides 1918 - Allobates trilineatus 1884 - Ansonia muelleri 1887 - Aromobates alboguttatus 1903 - Arthroleptis spinalis 1919 - Arthroleptis taeniatus 1906 - Arthroleptis xenochirus 1905 - Arthroleptis xenodactylus 1909 - Astylosternus batesi 1900 - Atelopus elegans 1882 - Atelopus erythropus 1903 - Atelopus oxyrhynchus 1903 - Atelopus pulcher 1882 - Atelopus spurrelli 1914 - Atelopus tricolor 1902 - Bombina maxima 1905 - Bombina orientalis 1890 - Breviceps macrops 1907 - Bufo blanfordii 1882 - Bufo dodsoni 1895 - Bufo gracilipes 1899 - Bufo latifrons 1900 - Bufo lemairii 1901 - Bufo luetkenii 1891 - Bufo microtympanum 1882 - Bufo parietalis 1882 - Bufo superciliaris 1888 - Bufo vittatus 1906 - Cardioglossa elegans 1906 - Cardioglossa escalerae 1903 - Cardioglossa gracilis 1900 - Cardioglossa leucomystax 1903 - Ischnocnema ramagii 1888 | - Leptodactylodon albiventris 1905 - Leptodactylodon ventrimarmoratus 1904 - Leptopelis brevipes 1906 - Leptopelis calcaratus 1906 - Leptopelis christyi 1912 - Leptopelis gramineus 1898 - Leptopelis millsoni 1895 - Leptopelis ragazzii 1896 - Leptopelis vannutellii 1898 - Leptopelis vermiculatus 1909 - Mannophryne collaris 1912 - Nyctibates corrugatus 1904 - Scotobleps gabonicus 1900 - Trichobatrachus robustus 1900 Halak: - Toxotes blythii 1892 - Puntius everetti 1894 - Pseudohaje goldii 1895 - Orthosternarchus tamandua 1898 - Boulengerochromis microlepis 1899 - Caecobarbus geertsi 1921 Hüllők: - Cuora yunnanensis 1906 - Homopus femoralis 1888 - Indotestudo travancorica 1907 - Lamprophis fiskii 1887 - Lamprophis fuscus 1893 - Psammobates tentorius trimeni 1886 - Terrapene carolina yucatana 1895 - Rhynchophis boulengeri (Mocquard, 1897) |  |

## Fordítás
- Ez a szócikk részben vagy egészben  a   George Albert Boulenger című angol Wikipédia-szócikk ezen változatának fordításán alapul.  Az eredeti cikk szerkesztőit annak laptörténete sorolja fel. Ez a jelzés csupán a megfogalmazás eredetét és a szerzői jogokat jelzi, nem szolgál a cikkben szereplő információk forrásmegjelöléseként.